# Аугсбурзький мир

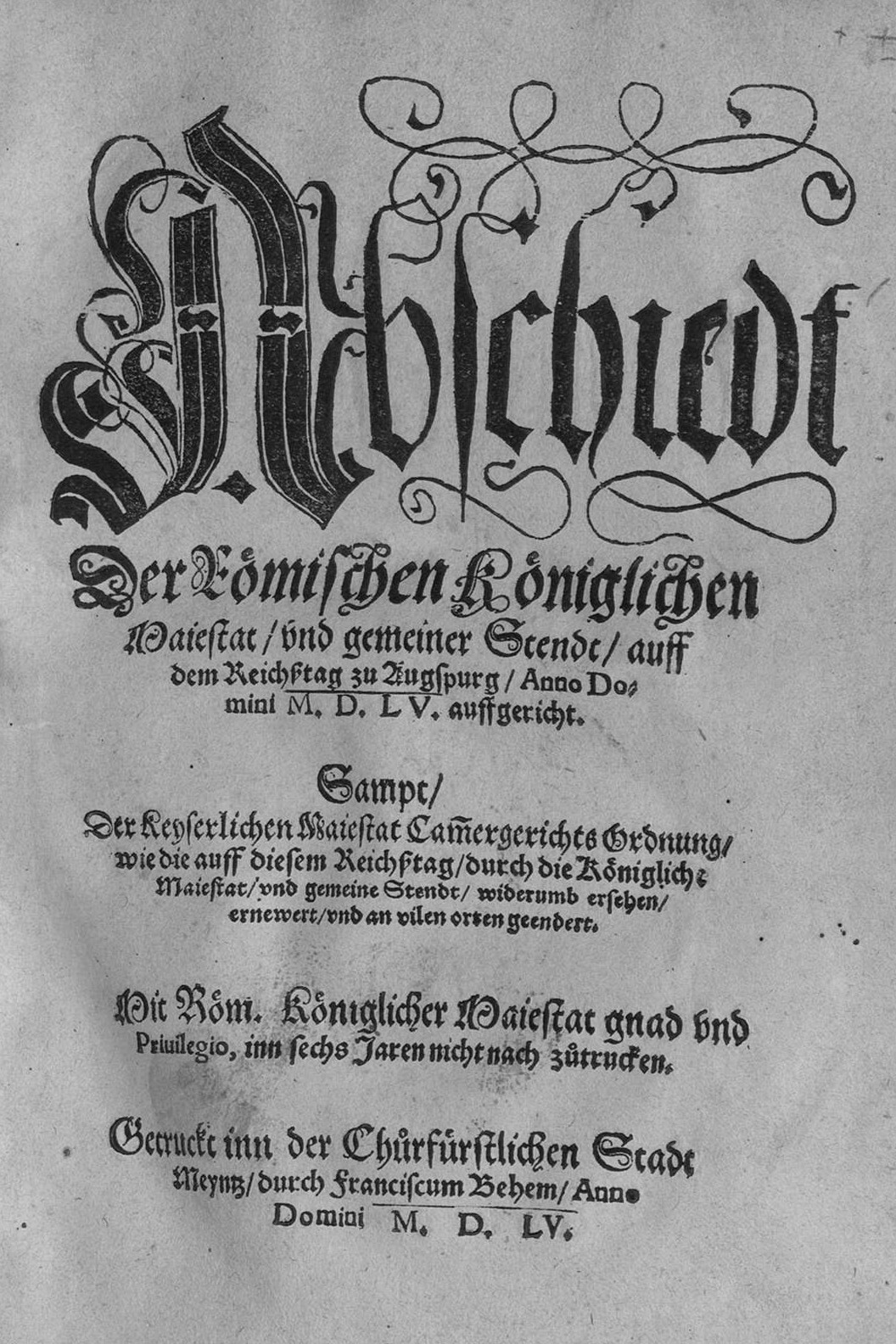
Аугсбурзький договір, Майнц 1555

Аугсбурзький релігійний мир — мирна угода підписана 25 вересня 1555 на рейхстазі в Аугсбурзі між протестантськими князями Німеччини та імператором Карлом V Габсбургом, що завершила череду війн
За умовами миру встановлювалась незалежність німецьких князів у релігійних питаннях, а також затверджено за ними право визначати релігію своїх підданих (згідно з принципом «cuius regio, eius religio» — «чия влада, того і віра»). Лютеранство, поряд з католицизмом, визнавалося офіційним віросповіданням. Мир по суті давав німецьким князям право проводити незалежну зовнішню політику.